# 米西尼
米西尼（法語：Musigny，法語發音：[myziɲi]）是法国科多尔省的一个市镇，属于博讷区。

## 地理
米西尼（47°9'46"N, 4°31'10"E）面积6.11 平方千米，位于法国勃艮第-弗朗什-孔泰大區科多尔省，该省份为法国中东部省份，北起奥布省，西接涅夫勒省和约讷省，南至索恩-卢瓦尔省，东南接汝拉省，东临上索恩省，东北部与上马恩省接壤。
与米西尼接壤的市镇（或旧市镇、城区）包括：梅伊叙鲁夫尔、富瓦西、沙济伊、勒费特、隆日库尔-莱屈莱特尔、米默尔。

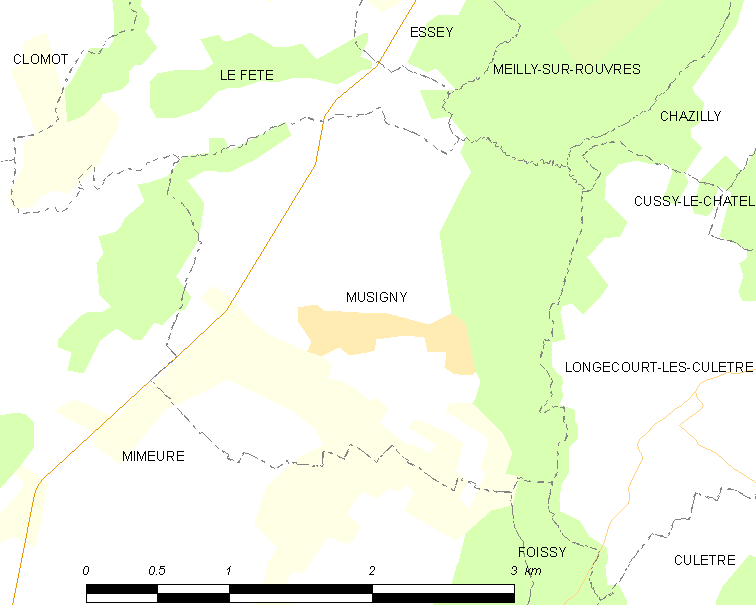
米西尼的OSM定位图

米西尼的时区为UTC+01:00、UTC+02:00（夏令时）。

## 行政
米西尼的邮政编码为21230，INSEE市镇编码为21447。

## 政治
米西尼所属的省级选区为阿尔奈勒迪克县。

## 人口

1962-2008年间米西尼人口变化图示

米西尼于2022年1月1日时的人口数量为91人。